# Asama (Schiff)
Die Asama (jap. 浅間) war ein Panzerkreuzer der Kaiserlich Japanischen Marine. Sie war der erste Panzerkreuzer, der im Rahmen des „sechs und sechs“-Bauprogramm gebaut wurde. Benannt war das Schiff nach dem Vulkan Asama. Das Schiff wurde 1896 bis 1899 bei der Sir W.G. Armstrong-Whitworth & Co., Ltd. in Elswick bei Newcastle upon Tyne nach einem Entwurf des Ingenieurs Sir Philip Watts gebaut. Das Schwesterschiff der Asama war die Tokiwa.

## Geschichte

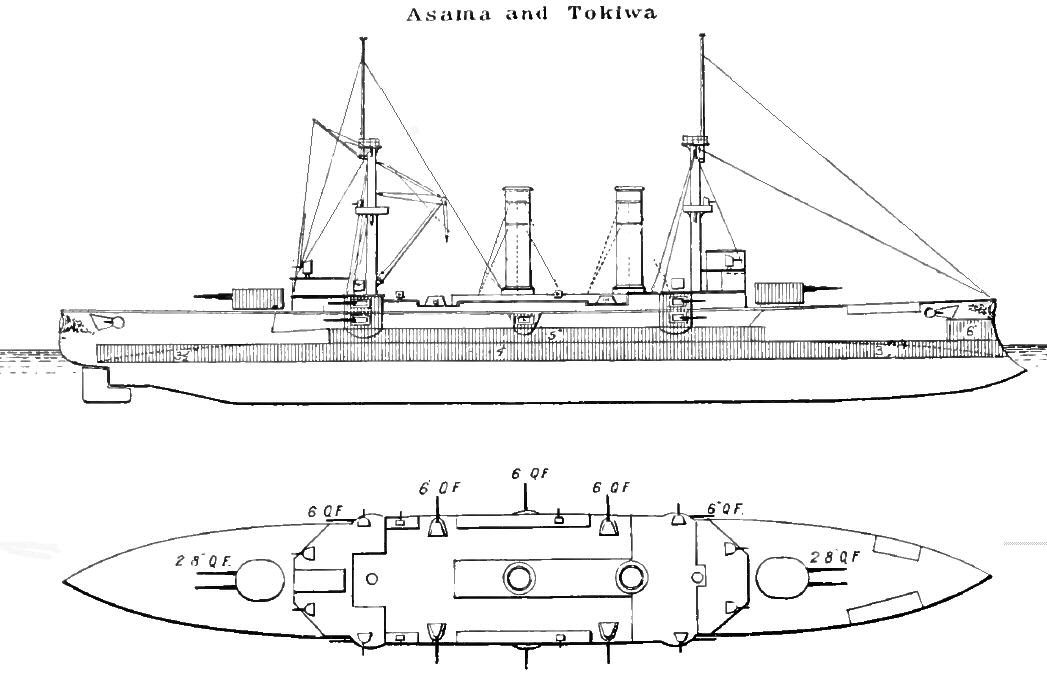
Asama in Brassey’s Naval Annual 1902

Die Asama war der erste von sechs Panzerkreuzern, die nach dem Ersten Japanisch-Chinesischen Krieg als Teil des „Sechs-Sechs-Programms“ (sechs Linienschiffe – sechs Kreuzer) bei ausländischen Werften als Kern der japanischen Marine bestellt wurden. Die Konstruktion der Asama wurde von Armstrong als Weiterentwicklung der geschützten Elswick-Kreuzer angeboten und dann den japanischen Anforderungen angepasst worden. Auch Elemente der Konstruktion des bei Armstrong 1897 für Chile vom Stapel gelaufene Panzerkreuzers O’Higgins sollen zum Teil in die Konstruktion der Asama eingeflossen sein. Sie wurde der Grundentwurf war für alle sechs Kreuzer des Programms, alle sollten 8-Zoll-Armstrong-Geschütze als Hauptbewaffnung erhalten und eine Geschwindigkeit von 20 bis 21 Knoten erreichen. Die Werften waren relativ frei in der Detailausführung. Fast alle Aufträge des Bauprogramms gingen nach Großbritannien, Armstrong baute in Elswick zwei Paare dieser Kreuzer: erst die Asama und die Tokiwa, dann die Izumo und die Iwate.
Aus politischen und diplomatischen Gründen wurde die Yakumo in Deutschland und ihr Beinah-Schwesterschiff Azuma in Frankreich bestellt.

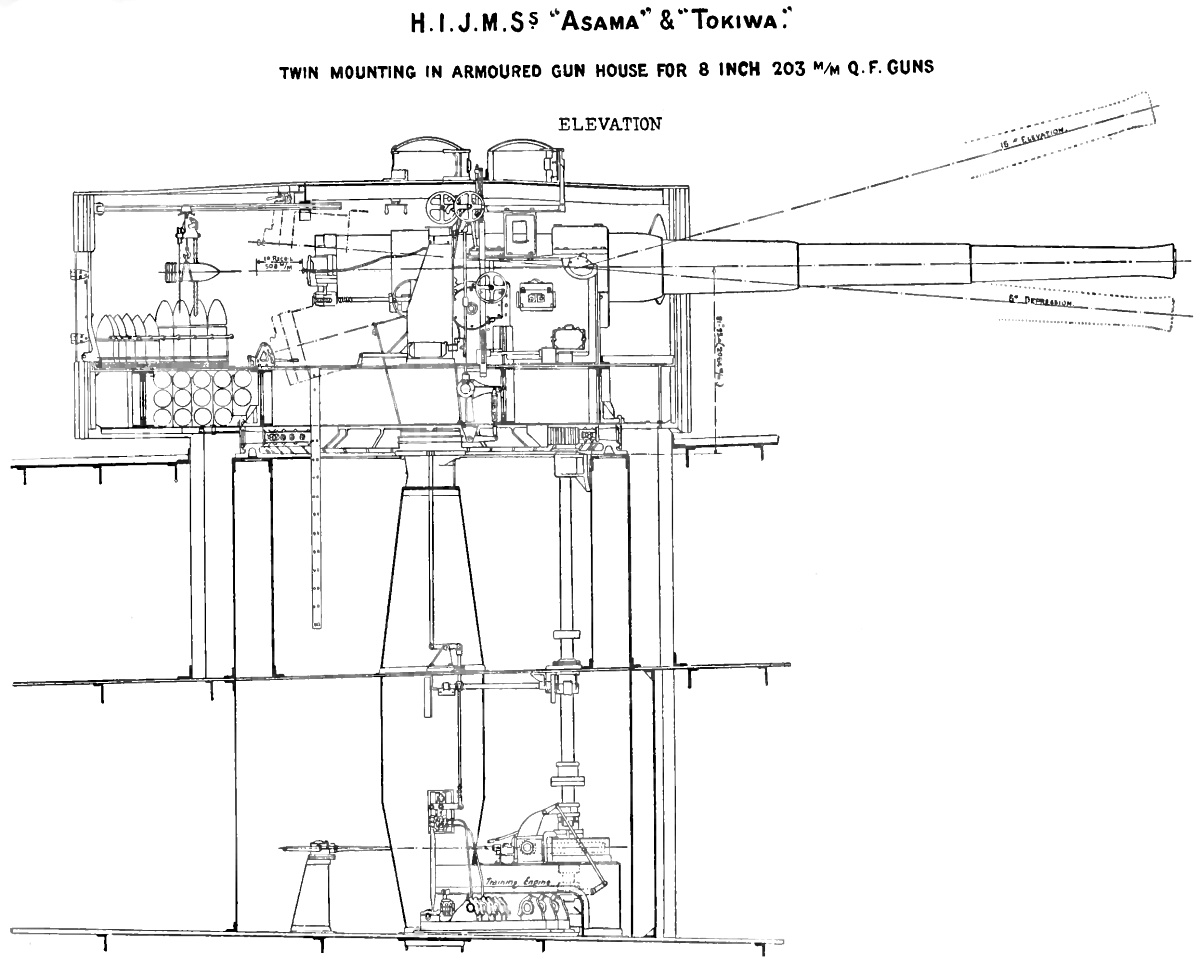
Schnitt durch den 203-mm-Geschützturm

Der Rumpf des Panzerkreuzers Asama war eine Glattdeckkonstruktion mit hohem Freibord für eine gute Seefähigkeit. Der Bug war noch als Rammsporn ausgebildet. Die 203-mm-L/45-Armstrong-Kanonen der Hauptbewaffnung wurden in einem vorderen und hinterem Doppelturm installiert. Sie verschossen 113-kg-Granaten mit einer Feuergeschwindigkeit von bis zu zwei Schuss in der Minute über bis zu 18.000 m. Die Türme konnten zu jeder Seite bis 150 Grad drehen und die Geschütze konnten bis zu einer Erhöhung von 30° feuern.
Die 152-mm-L/40-Armstrong-Schnellfeuergeschütze der Mittelartillerie hatten eine Reichweite von 9.000 m und eine Feuergeschwindigkeit von fünf bis sieben Schuss je nach Trainingsgrad der Bedienung.
Der Antrieb erfolgte durch zwei stehende Dreifach-Expansions-Dampfmaschinen auf zwei Wellen, mit zwölf Kesseln, ermöglichten eine Geschwindigkeit von 21,5 Knoten und eine Reichweite von 7000 Seemeilen bei 10 kn und einem Kohlenvorrat von 1400 Tonnen.
Die Kiellegung der Asama erfolgte am 1. November 1896, am 22. März 1898 lief sie vom Stapel und am 18. März 1899 wurde sie der japanischen Marine übergeben und traf am 17. Mai 1899 sie in Yokosuka ein. Bei ihrer Fertigstellung galt die Asama als der schnellste, bestbewaffnete und bestgeschützte Kreuzer der Welt. Die vier folgenden Panzerkreuzer unterschieden sich von der Asama und ihrer Schwester Tokiwa nur in einigen Details. Äußerlich bestand ein erheblicher Unterschied durch die zwei Schornsteine, während die vier folgenden Schiffe drei Schornsteine hatten.

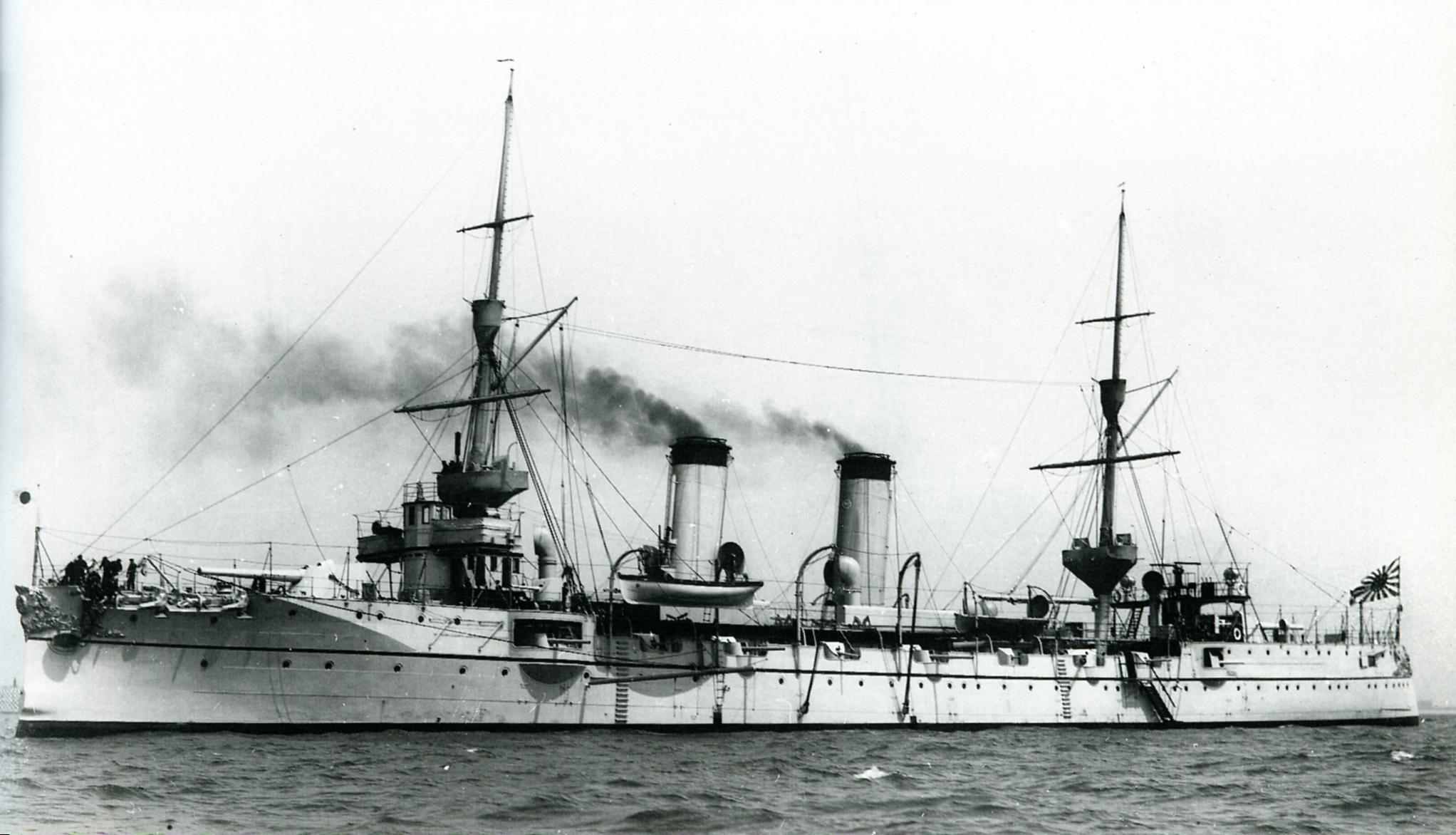
Kreuzer Takasago

Ihr erster Einsatz erfolgte während des Boxeraufstandes vor der chinesischen Küste.
1902 repräsentierte sie mit dem Kreuzer Takasago die japanische Marine vom 24. bis 27. Juni auf der Flottenparade in Spithead aus Anlass der Krönung des britischen Königs Eduard VII. Auf der Ausreise besuchte sie Singapur, Colombo, Sues und Malta und auf der Rückreise Cardiff, Lissabon, Gibraltar und Neapel, Aden, Colombo, Singapur, Bangkok und Hongkong. Auf ihrer Reise vom 7. April bis zum 28. November 1902 legten die beiden Kreuzer 24.718 Seemeilen zurück.

### Russisch-Japanischer Krieg
Während des Russisch-Japanischen Kriegs war die Asama den japanischen Kräften unter Konteradmiral Uryū Sotokichi (fünf Kleine Kreuzer und acht Torpedoboote) vor Chemulpo als stärkstes Schiff zugeteilt, die den dort befindlichen russischen Kreuzer Warjag und das Kanonenboot Korejez blockierten und den zwischen neutralen Schiffen liegenden Kreuzer zum Gefecht aufforderten. Beim Versuch des Ausbruchs am 9. Februar 1904 wurde die Warjag schwer beschädigt und die russischen Kommandanten versenkten darauf ihre Schiffe selbst.

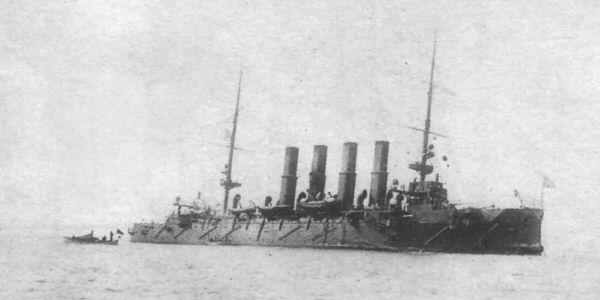
Die beschädigte Warjag

Anschließend beteiligte sich die Asama im Verband des 2. Geschwaders mit Izumo, Azuma, Yakumo und Iwate an der ersten erfolglosen Beschießung von Wladiwostok. Das 2. Geschwader verlegte anschließend wieder in das Gelbe Meer und war an der Abwehr des Vorstoßes des russischen Port Arthur-Geschwaders am 13. April beteiligt, bei dem der russische Befehlshaber Makarow zu Tode kam. Die Asama und die Tokiwa lieferten sich ein Artilleriegefecht mit dem russischen Panzerkreuzer Bajan ohne Ergebnis, bis der russische Verband in ein Minenfeld geriet. Die Asama erledigte danach Sicherungsaufgaben vor Hokkaidō und den Kurilen und war Teil der Seestreitkräfte, die Wladiwostok blockieren sollten. Am 10. August 1904 erschien sie während der Seeschlacht im Gelben Meer wegen einer Suchfahrt spät im Kampfgebiet und wurde durch die Askold leicht beschädigt, hatte aber keine Personalverluste. Sie selbst verschoss 27 203-mm-Geschosse vom Bugturm und 24 vom Heck, dazu noch 113 Schuss aus den 152-mm-Kanonen, vor allem auf die Nowik, die Askold und die Poltawa. Die Asama beteiligte sich auch am Wachdienst der Panzerkreuzer gegen Wladiwostok vom 23. Dezember bis zum 1. April 1905 mit wechselnden Partnern, während ein Teil der anderen überholt wurde. Sie konnte dabei einen österreichischen und einen englischen Dampfer stellen, die mit Versorgungsgütern nach Wladiwostok wollten.
An der entscheidenden Seeschlacht bei Tsushima am 26. Mai 1905 war die Asama als hinterstes Schiff der Schlachtlinie beteiligt. Sie erlitt insgesamt 4 Tote und 12 Treffer, vor allem vom Linienschiff Imperator Nikolai I, die ihr Steuerruder zeitweise außer Gefecht setzten. Trotz zügiger Reparatur konnte sie teilweise nicht aufschließen und wurde als Einzelschiff von den Russen erfolgreich beschossen. Schließlich nahm sie das Linienschiff Orel, das am 28. Mai mit dem Verband des Admirals Nebogatow kapituliert hatte, in Schlepp und brachte es nach Sasebo ein. Bis zum Kriegsende tat sie meist Dienst in der Sicherung der Koreastrasse. Bei der großen Siegesparade der japanischen Flotte am 14. Oktober 1905 diente sie als Yacht des japanischen Kaisers.
Schon vor dem Weltkrieg führte die Asama zwei Ausbildungsfahrten für die Marineakademie durch. Vom 16. Oktober 1910 bis zum 6. März 1911 ging die Fahrt der 38. Klasse über Hawaii in die USA. Die Reise wurde zusammen mit dem in den USA gebauten geschützten Kreuzer Kasagi durchgeführt. Die zweite Reise zusammen mit der Halbschwester Azuma begann am 20. April 1914 wiederum über Hawaii nach Nordamerika. Kurz nach dem Kriegsausbruch in Europa kehrten die Kreuzer mit der 41. Klasse am 11. August zurück.

### Erster Weltkrieg
Im Ersten Weltkrieg war der Panzerkreuzer Asama mit drei Panzer- und Schlachtkreuzern (Tsukuba, Kurama, Ikoma) und zwei Zerstörern Teil der Japanischen Flotte, die mit der Besetzung eines Teils der deutschen Kolonie Deutsch-Neuguinea, wie den Marianen, Palau und den Karolinen, begann.
Im Oktober lief sie nach Hawaii, wo seit dem 17. das japanische Linienschiff Hizen (die ehemals russische Retwisan) das deutsche Kanonenboot Geier in Honolulu blockierte. Am 8. November internierten die amerikanischen Behörden schließlich die Geier und ihr Versorgungsschiff Locksun.

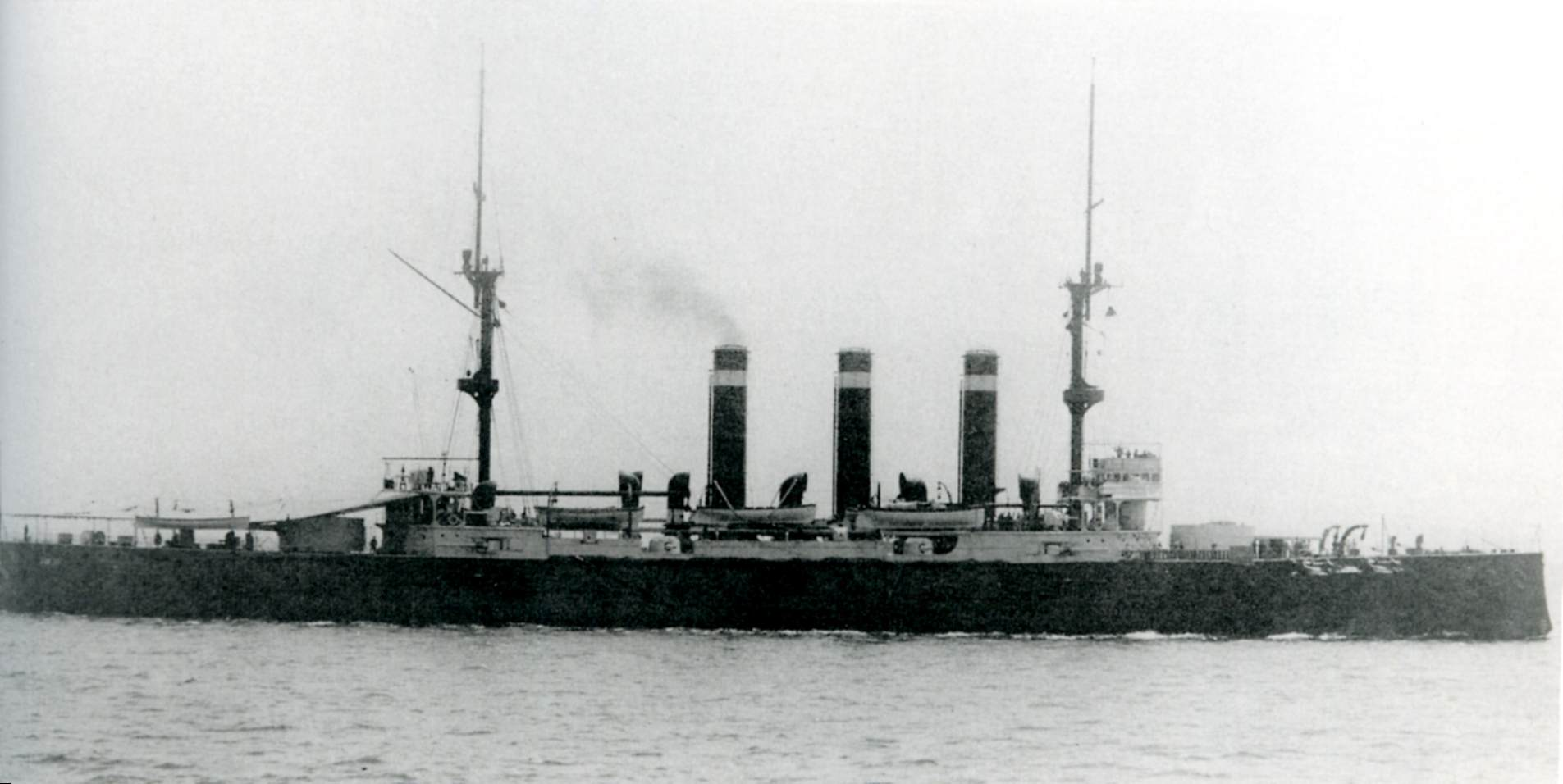
Der Panzerkreuzer Izumo

Asama und Hizen verlegten darauf zur Insel San Clemente vor der kalifornischen Küste, um mit den britischen Alliierten zusammenzutreffen, die allerdings schon weiter nach Süden verlegt hatten. Zum Verband stieß auch noch der Panzerkreuzer Izumo, der seit Dezember 1913 zur Wahrung japanischer Interessen während der mexikanischen Revolution mit einer Vielzahl von Kriegsschiffen anderer Nationen an der mexikanischen Westküste stationiert war. Die drei japanischen Schiffe bildeten unter dem britischen Vizeadmirals Patey mit dem Schlachtkreuzer Australia und dem Kreuzer Newcastle am 22. November in der mexikanischen Magdalena Bay, Baja California Sur, ein neues Geschwader, um dem deutschen Kreuzergeschwader den Weg nach Norden in kanadische Gewässer zu versperren und den Panamakanal zu schützen. Befehlshaber des japanischen Amerikaverbandes wurde Konteradmiral Moriyama Keizaburo. 
Vom 4. bis 6. Dezember durchsuchte der Verband die Galápagos-Inseln. Danach sollte die Überprüfung des südamerikanischen Küstenbereichs von den Perleninseln vor Panama bis zum Golf von Guayaquil folgen. Das deutsche Geschwader war allerdings auf dem Weg in den Atlantik um das Kap Hoorn und wurde am 8. Dezember bei den Falklandinseln vernichtet. Dies erfuhr Patey's Geschwader am 10. Dezember im Golf von Panama. Am 11. trennten sich die britischen und die japanischen Schiffe vor der Küste Ecuadors. Patey ging, da die Australia nicht den neuen Panamakanal passieren durfte, durch die Magellanstrasse zu seiner neuen Station in Westindien. Er sollte weiterhin in Zusammenarbeit mit den Japanern nach den verbliebenen deutschen Handelstörern (die Kreuzer Dresden und Karlsruhe, deren Untergang den Alliierten unbekannt war, sowie die Hilfskreuzer Kronprinz Wilhelm und Prinz Eitel Friedrich) suchen.
Am 9. Januar 1915 entschied sich der japanische Admiral, seinen Verband an die US-Westküste zu verlegen, da er Hinweise hatte, die Dresden könne dort eintreffen. Am 23. traf der Verband wieder in der mexikanischen Magdalena Bay ein. Das Flaggschiff Izumo lief über Ensenada an den Seeweg zwischen Hawaii und San Francisco, um den erwarteten Besuch des Admirals Dewa Shigetō zu sichern, der Japan auf den Eröffnungsfeiern des Panamakanals vertreten sollte. Die Asama lief auch nach Norden, suchte nach deutschen Schiffen, so am 28. in Mazatlán und von dort mit dem britischen Kohlendampfer Lena nach Puerto San Bartolome, Baja California Sur, wo sie eine Versorgungsbasis einrichten sollte. Auch andere britische Versorgungsschiffe wurden dorthin bestellt.
Als die Asama dort am 31. Januar 1915 einlief, lief sie auf einen nicht kartierten Unterwasserfelsen. Ihre Kesselräume und Teile der Maschinenräume waren schnell unter Wasser. Der Panzerkreuzer konnte seine Funkanlage nicht mehr nutzen. Der begleitende Kohlendampfer wurde zur Übernahme von Gütern zum Überleben genutzt, da der angelaufene Hafen nicht über Frischwasser verfügte. Das erste eintreffende Versorgungsschiff, wie die Lena ohne Funkanlage, wurde nach San Diego geschickt, um die japanischen Behörden über den Unfall zu unterrichten. Die amerikanische Pazifikflotte erhielt Kenntnis von dem Unfall, entsandte dem Kreuzer Raleigh und das Flaggschiff San Diego, die am 5. Februar beim Havaristen eintrafen und deren Hilfsangebot von den Japanern abgelehnt wurde. Die Amerikaner waren damit zufrieden, da sie nicht an einer Internierung der Japaner interessiert waren.

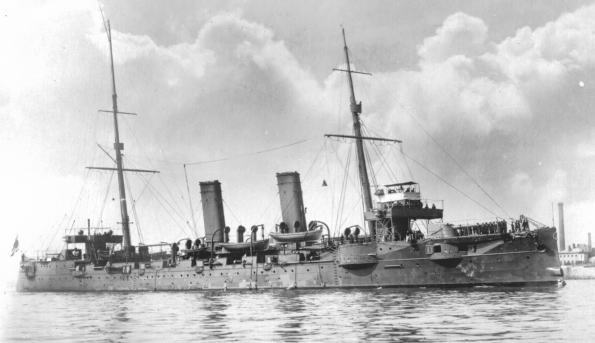
Der Kreuzer Chitose

Am 12. traf die Izumo mit Admiral Moriyama am Unglücksort ein und man begann, die Asama weiter zu erleichtern. Zur Unterstützung der Bergung trafen noch der Kreuzer Chitose, das Versorgungsschiff Konan Maru, am 19. März das Schwesterschiff Tokiwa und das Werkstattschiff Kamakura Maru ein. Auf der Tokiwa kam auch Vizeadmiral Tochinai Sojirō, der routinemäßig Admiral Moriyama ablöste, und am 24. März schließlich noch das Werkstattschiff Kanto. Nach 98 Tagen schwamm die inzwischen durch den Tidenhub weiterbeschädigte Asama auf und erst am 21. August verließ sie zu einer ersten Testfahrt die Bucht, um am 23. begleitet von der Kanto und der Chitose die Überführung von Puerto San Bartolome zum britischen Stützpunkt in Esquimalt, British Columbia, 1200 Seemeilen im Norden, anzutreten. Dabei mussten die Pumpen 700 bis 800 Tonnen Wasser stündlich aus dem Rumpf pumpen. Vom 4. September bis zum 23. Oktober wurde dort der Boden mit Metallplatten verschlossen, um eine Rückführung nach Japan zu ermöglichen, die dann in Begleitung der Kanto bis zum 18. Dezember 1915 nach Yokosuka erfolgte, wobei immer noch stündlich 100 Tonnen Wasser aus dem Rumpf gepumpt werden mussten.
Der Unfall der Asama und seine Behandlung durch die Amerikaner war Gegenstand deutscher Proteste, die eine Unterstützung der Reparatur durch die USA und die Duldung eines japanischen Stützpunktes an der mexikanischen Küste behaupteten. Bis März 1917 wurde die Asama repariert. Die alten Kessel wurden durch 16 Miyabara-Kessel ersetzt.
Vom 2. März bis zum 6. Juli 1918 folgte dann die Ausbildungsfahrt der 45. Klasse der Marineakademie bis zur amerikanischen Westküste, die zusammen mit der Iwate durchgeführt wurde. Vom August 1918 bis Februar 1919 erfüllte sie Sicherungsaufgaben in den Gewässern um Hawaii auf der Basis einer Vereinbarung mit der amerikanischen Marine.

### Schulschiff
Nach dem Weltkrieg wurde die instandgesetzte Asama, wie die anderen Panzerkreuzer, vor allem für Langstreckenreisen der Seekadetten genutzt. Bei diesen Reisen führte sie auch totale Umrundungen der Erde durch. Wie die anderen Kreuzer wurde sie am 1. September 1921 zu einem „Küstenverteidigungsschiff 1. Klasse“ umklassifiziert und am 30. März 1931 zum „Küstenverteidigungsschiff“ herabgestuft.
Am 21. August 1920 startete sie mit der Iwate zu einer Schulreise mit der 48. Klasse der japanischen Marineakademie um die Welt von Ost nach West bis zum 2. April 1921 über Hongkong, Singapur, Colombo, Durban, Kapstadt, Rio de Janeiro, Montevideo, Valparaíso, Tahiti, Truk und Saipan.
Die Asama führte mit Izumo und Iwate vom 26. Juni 1922 bis zum 8. Februar 1923 die Ausbildungsreise für den 50.sten Offizierskurs durch. Die Schiffe liefen von Yokosuka über Honolulu, Los Angeles, den Panamakanal nach Rio de Janeiro, wo das 100-jährige Jubiläum der Unabhängigkeit Brasiliens gefeiert wurde. Über Buenos Aires, Kapstadt, Durban, Colombo, Singapur und Hongkong wurde die Erde jetzt von West nach Ost umrundet.
Auch an der 51. und 52. Klassenreise war die Asama beteiligt. Die erste führte zusammen mit Yakumo und Iwate vom 7. November 1923 bis zum 5. April 1924 nach Südostasien und Australien. Die zweite führte vom 10. November 1924 bis zum 4. April 1925 nach Acapulco, Balboa, San Francisco und Vancouver und zurück über die Südsee. Begleitet wurde sie von der Yakumo und Izumo.
Am 1. Dezember 1926 verließ die Asama Yokosuka zu einer Schulreise über Los Angeles, Honolulu, Victoria, Seattle, Tacoma, Vancouver, San Francisco, Los Angeles, Balboa, den Panamakanal, Colon, Havanna, Baltimore, New York, Colon, Jaluit, Truk und Saipan, ehe sie nach einer Reise von 24.608 Seemeilen (45,574 km) nach Yokosuka zurückkehrte. Die in schlechter Verfassung befindlichen Kessel ließen nur noch eine Geschwindigkeit von 19 Knoten zu. Die Kessel wurden deshalb durch sechs neue vom Typ Kampon ersetzt. Dadurch sank die Maschinenleistung auf 7.000 PSi und die Geschwindigkeit auf 16 Knoten, was für den Einsatz als Schulschiff ausreichte.

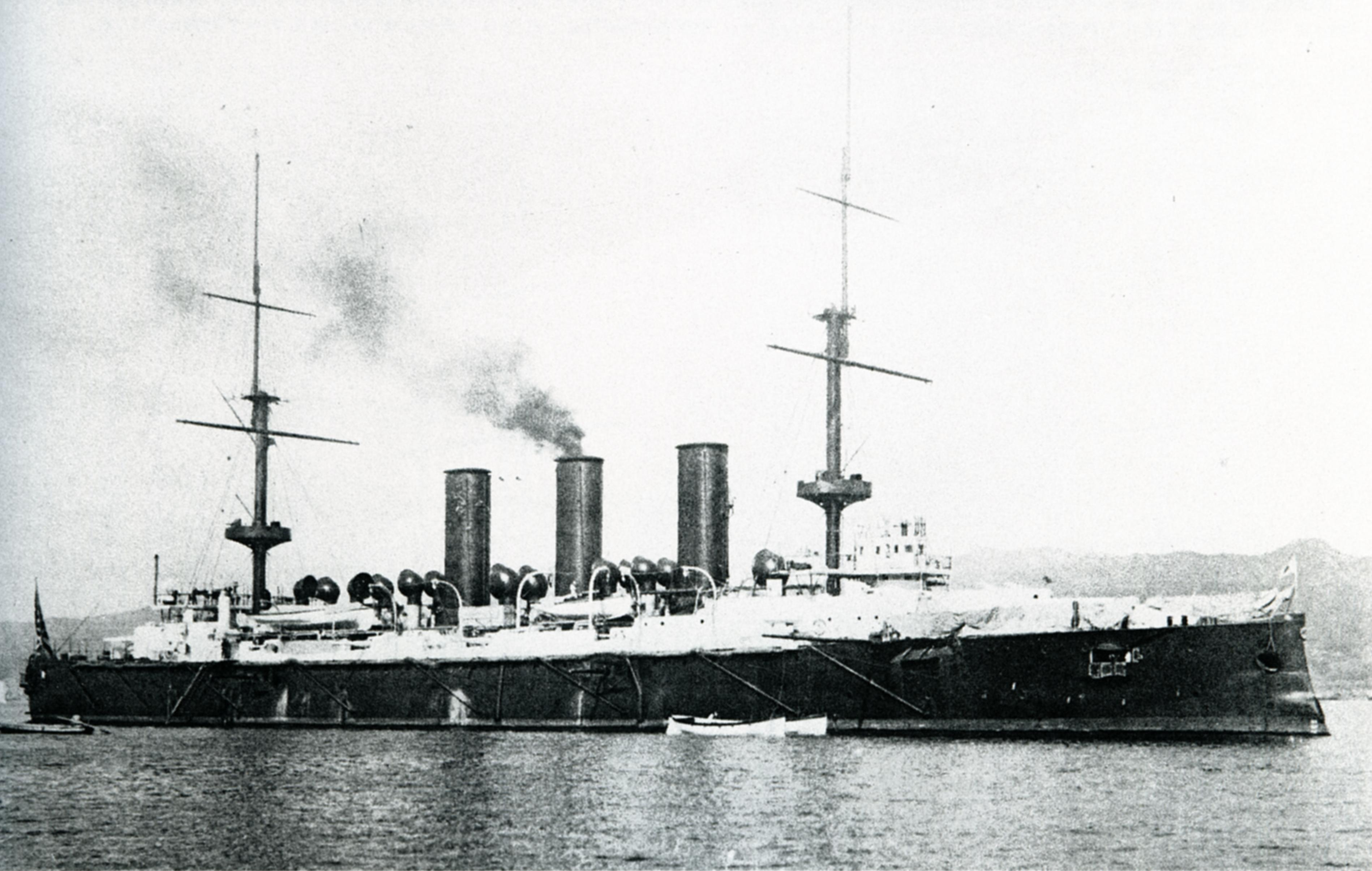
Die Yakumo

1930 war die Asama, wie alle japanischen Panzerkreuzer, Gegenstand des Londoner Flottenabkommens, das die Beseitigung aller alten Panzerschiffe aus den Flotten zum Ziel hatte. Gemäß Art. 12,4. des Abkommens sollten die Panzerkreuzer Asama, Yakumo, Izumo, Iwate, Kasuga solange in Dienst bleiben dürfen, bis die ersten drei Ersatzbauten der leichten Kreuzer der Kuma-Klasse fertiggestellt wären. Drei Schiffe der Kuma-Klasse sollten zu Schulschiffen umgebaut werden. Dazu sei die Hauptartillerie auf vier Geschütze zu begrenzen, die Torpedorohre seien zu entfernen und alle Einrichtungen für die Nutzung von Flugzeugen und die Hälfte der Kessel auszubauen. Die Vertragsbestimmungen wurden von Japan nicht umgesetzt.
Während eines Werftaufenthalts in Kure 1933 wurde an der Brücke 40-mm-Flugabwehrgeschütze eingebaut. Am 15. Februar 1934 begannen die Asama und die Iwate die Schulreise des 61. Kurses nach Manila, Singapore, Aden, Istanbul, Athen, Neapel, Marseille, Barcelona, Malta, Alexandria, Dschibuti, Colombo, Batavia, Palau und Saipan über 21.853 Seemeilen (40.472 km). Die folgende Reise mit dem 62. Kurs startete am 20. März 1935 gemeinsam mit der Yakumo über Hongkong, Manila, Bangkok, Singapur, Batavia, Fremantle, Adelaide, Melbourne, Sydney, Wellington, Auckland, Suva, Apia, Honolulu, Truk und Saipan. Bis zur Rückkehr nach Yokosuka am 22. Juli 1935 wurden 20.930 Seemeilen (38.760 km) zurückgelegt.
Am 14. Oktober 1935 nahm sie an einer Luftabwehrübung in Osaka und Kobe teil. Dabei lief sie bei der Insel Kurahashi in der japanischen Inlandsee nahe dem Shiraishi Leuchtfeuer auf und beschädigte sich ihren Kiel erheblich. Der Schaden war so erheblich, dass eine umfassende Instandsetzung nicht mehr sinnvoll war.

## Verbleib
Bei Ausbruch des Krieges im Pazifik war die Asama in schlechter Verfassung für eine Instandsetzung oder Modernisierung und wurde abgerüstet. Der in Kure liegende Rumpf wurde am 1. Juli 1942 zum Hilfsschulschiff (wie die Azuma) klassifiziert. 1944 wurde sie nach Shimonoseki geschleppt, um als Kaserne zu dienen. Am 30. November 1945 wurde das Kasernenschiff Asama außer Dienst gestellt und 1947 abgebrochen.